# Samuel Taylor Coleridge
Samuel Taylor Coleridge (21 tháng 10 năm 1772 – 25 tháng 7 năm 1834) – Nhà thơ, nhà phê bình văn học, nhà triết học Anh, một đại diện tiêu biểu của các nhà thơ vùng Hồ (Lake Poets) – gồm Samuel Taylor Coleridge, Robert Southey và William Wordsworth. Ông cũng là cha của nữ nhà thơ Anh Sara Coleridge và nhà thơ, nhà thư mục Hartley Coleridge.

## Tiểu sử
Coleridge sinh ở Ottery St Mary, Devon, Anh, là con út trong một gia đình có 14 người con. Lên 9 tuổi vào học ở trường Christ's Hospital. Năm 1791 đến năm 1794 học văn học cổ điển ở Jesus College, Cambridge. Say mê với những tư tưởng của Cách mạng Pháp, tự nguyện tuyên truyền và đứng về phía những người cách mạng. Cùng với nhà thơ Robert Southey, Coleridge bị đuổi học vì "vô thần", vì in sách, tạp chí tuyên truyền về chính trị và sáng tác bài thơ "Chiếm Bastille" ủng hộ cách mạng Pháp.
Thất vọng với "Châu Âu già cỗi", Coleridge cùng với Southey quyết định đi sang "Nước Mỹ tự do" để thành lập công xã và định đặt tên là Pantisocracy tại một vùng hoang dã của bang Pennsylvania nhưng rồi không đi được sang Mỹ vì không đủ tiền. Kể từ đó ông đánh mất lòng nhiệt huyết với những tư tưởng cách mạng. Năm 1795 Coleridge cùng với Southey cưới hai chi em Sarah và Edith Fricker nhưng cuộc hôn nhân của Coleridge đã không hạnh phúc.
Sinh thời, những tư tưởng triết học trong tác phẩm của ông không được người đương thời đánh giá cao nhưng hậu thế say mê với những hình tượng lạ lùng, trộn lẫn giữa hiện thực và ý tưởng trong những trường ca nổi tiếng như The Rime of the Ancient Mariner, Christabel và nhiều tác phẩm khác. Về cuối đời ông càng ngày càng trở nên bảo thủ hơn.
Coleridge mất ở Highgate, London ngày 25 tháng 7 năm 1834.

## Tác phẩm

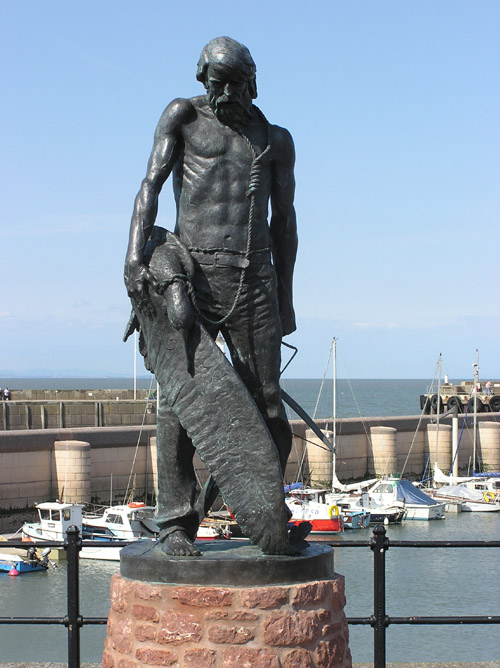
Tượng Người thủy thủ già - là Coleridge

- The Fall of Robespierre, 1794 (cùng với Robert Southey)
- Poems on Various Subjects, 1796
- The Watchman, 1797
- Lyrical Ballads, 1798 (cùng với William Wordsworth)
- Dejection: An Ode, 1802
- The Friend, 1809-10
- Remorse, 1813
- Christabel; Kubla Khan, a Vision; The Pains of Sleep, 1816
- Biographia Literaria, 1815-17
- Sibylline Leaves, 1817
- Aids to Reflection, 1825
- Poetical Works, 1828
- On the Constitution of the Church and State, 1830
- Table Talk, 1836
- The Rime of the Ancient Mariner, 1798

## Trích tác phẩm
| Trích từ Zapolya Ta nhìn ra một cột sáng Chiếu xuống đất từ trời xanh Và một con chim bay lượn Say mê và nhẹ nhàng. Chìm trong màn sương nắng Chim lấp lánh, màu hồng Mắt rực lửa và mỏ màu vàng Bộ lông màu thạch anh tím. Chim hót: Vĩnh biệt nhé, vĩnh biệt Tiếc thương chi quá khứ buồn Hoa nở một lần là hết Sương không lấp lánh hai lần. Giờ tháng Năm mật ngọt Nhưng đến lúc lên đường Đi về chốn xa xăm Hôm nay đành vĩnh biệt! Văn mộ chí Hãy dừng bước, khách qua đường, con chiên của Chúa Và bạn hãy để ý đọc xem. Ở dưới đất này Nhà thơ đang nằm, hay bạn muốn như người Ô, xin bạn hãy cất lên một lời cầu nguyện Người nằm đây đã từng nhiều năm cay đắng Trong cuộc đời – cái bất tử vẫn đi tìm Hãy tha thứ cho tên tuổi và xin hãy bao dung Người này tin Chúa. Và bạn hãy là người như thế! Bản dịch của Nguyễn Viết Thắng | Song from Zapolya A sunny shaft did I behold, From sky to earth it slanted: And poised therein a bird so bold-- Sweet bird, thou wert enchanted ! He sank, he rose, he twinkled, he trolled Within that shaft of sunny mist; His eyes of fire, his beak of gold, All else of amethyst ! And thus he sang: `Adieu ! adieu ! Love's dreams prove seldom true. The blossoms they make no delay: The sparkling dew-drops will not stay. Sweet month of May, We must away; Far, far away ! To-day ! to-day !' Epitaph Stop, Christian passer-by: Stop, child of God, And read, with gentle breast. Beneath this sod A poet lies, or that which once seem'd he-- O, lift one thought in prayer for S. T. C.-- That he who many a year with toil of breath Found death in life, may here find life in death Mercy for praise—to be forgiven for fame-- He ask'd, and hoped through Christ. Do thou the same. |